# Margarita de Prades
Margarita de Prades (* um 1387; † 23. Juli 1429 in Riudoms) war durch ihre Heirat mit Martin I. von 1409 bis 1410 Königin von Aragón, Valencia, Mallorca, Sardinien, Korsika (nominell) und Sizilien sowie Gräfin von Barcelona, Roussillon, Cerdanya und Empúries.

## Leben
Margarita de Prades gehörte der Grafenfamilie von Prades an, einem Nebenzweig des aragonesischen Königshauses. Sie war eine Tochter von Pedro de Prades, Baron von Entenza und Juana de Cabrera, einer Tochter von Bernardo III., Vicomte von Cabrera sowie Graf von Osona, und Marguerite de Foix. Somit war sie eine Ururenkelin des Königs Jakob II. von Aragón. Erzogen wurde sie am Hof von Königin Maria de Luna, der ersten Gattin des aragonischen Königs Martin I., wo sie sich spätestens seit 1399, dem Jahr ihrer ersten Erwähnung in mittelalterlichen Dokumenten, aufhielt. Sie wurde eine Hofdame Marias de Luna, die 1406 starb. Drei Jahre später, 1409, kam Martins Sohn, genannt Martin der Jüngere, während eines Feldzugs auf Sardinien ums Leben. So stand Martin I., der bereits alt, krank und fettleibig war, ohne Thronerben da. Auf Druck einflussreicher Persönlichkeiten seines Königreichs und des Rats der Hundert beschloss er zur Sicherung des Fortbestands seiner Dynastie eine zweite Ehe einzugehen. Er entschied sich für die etwa 21-jährige Margarita de Prades, die er Cecilia von Urgell, einer Schwester des Grafen Jakob II. von Urgell, vorzog. Nachdem der Gegenpapst Benedikt XIII. die notwendige Dispens erteilt hatte, fand die Hochzeit am 17. September 1409 im Palast Bellesguard in Barcelona statt. Während ihrer kurzen Zeit als aragonesische Königin hielt sich Margarita meist in Bellesguard oder in der Zisterzienserinnenabtei Santa María de Valldonzella auf. Ihre Ehe blieb jedoch kinderlos, und Martin I. starb bereits am 31. Mai 1410. In der Folge kam es aufgrund von Thronstreitigkeiten zu einem Interregnum, bis durch den Kompromiss von Caspe (1412) der Infant Ferdinand I. neuer König wurde.
1415 vermählte sich Margarita de Prades mit dem Edelmann Juan de Vilaragut y Álvarez de Haro. Um nicht ihre Einkünfte als Königinwitwe zu verlieren, hielt sie diese zweite Ehe, aus der 1416 der Sohn Juan Jerónimo de Vilaragut hervorging, geheim. Um 1420 wurde aber ihre neue Ehe bekannt, was zum Bruch mit dem Königshaus führte, so dass sie sich mit ihrem Gatten in die Zisterzienserinnenabtei Santa María de Valldonzella zurückzog. 1422 starb ihr zweiter Gemahl, woraufhin sie eine geistliche Laufbahn einschlug und in ebendiesem Kloster 1423 Nonne wurde. 1428 erhielt sie als Äbtissin die Leitung der Zisterzienserinnenabtei Bonrepòs übertragen. Sie starb im Juli 1429 an einer Pestepidemie in Riudoms, und ihr Leichnam wurde in die Abtei Bonrepòs überführt und beigesetzt. Im Mai 1475 fanden ihre Gebeine im Kloster Santes Creus eine neue Ruhestätte. Ihr dortiges Grab wurde 1835 geschändet und ihr Leichnam daraufhin in ein Steingrab umgebettet. Einige Jahre später wurden ihre sterblichen Überreste in einer Steinurne in der Wand des Kirchenschiffs bestattet.